# Ramslöksfluga
Ramslöksfluga (Portevinia maculata) är en tvåvingeart som först beskrevs av Fallen 1817.  Ramslöksfluga ingår i släktet örtblomflugor, och familjen blomflugor.
Artens utbredningsområde är Sverige. Arten är reproducerande i Sverige. Inga underarter finns listade i Catalogue of Life.

## Bildgalleri

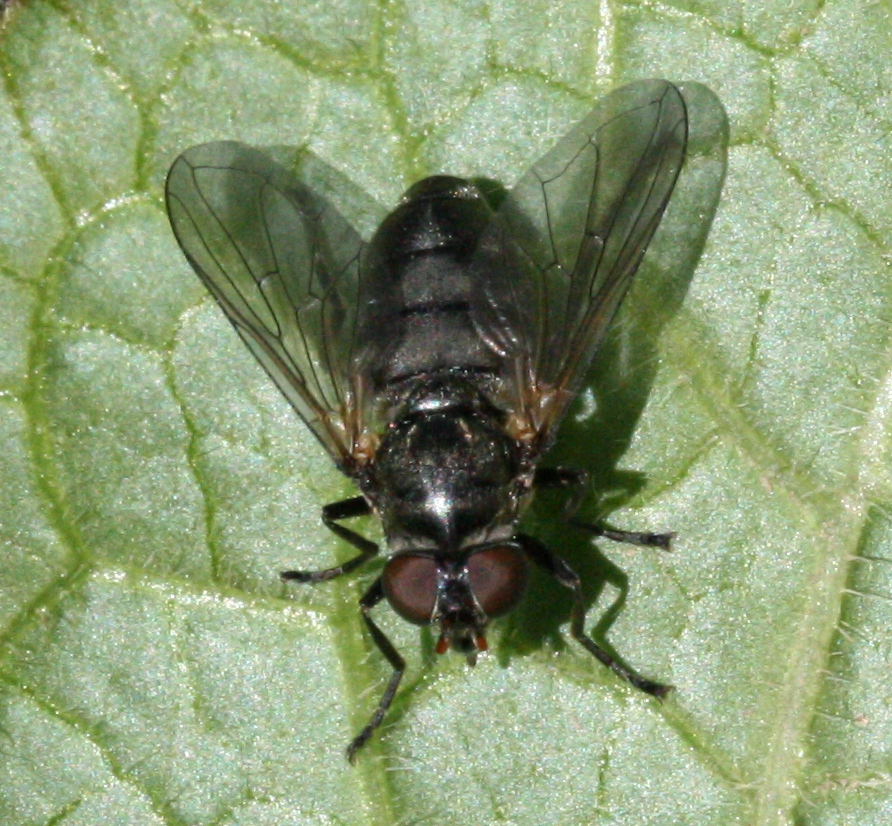
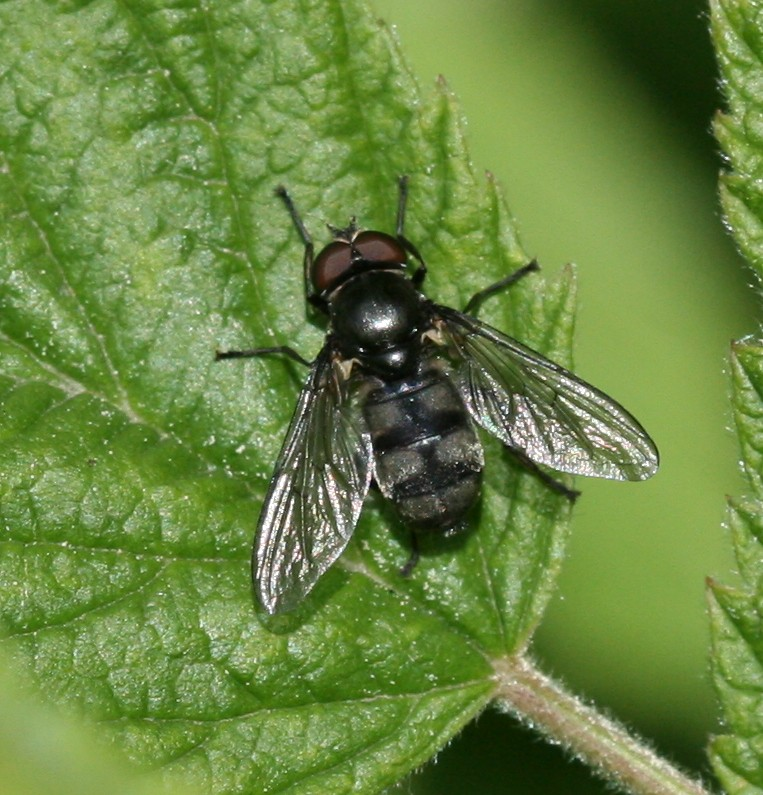